# Розмари Кенеди
Роуз Мари „Розмари“ Кенеди (на английски: Rosemary Kennedy) е най-възрастната дъщеря на Джоузеф П. Кенеди и Роуз Фитцджералд Кенеди, сестра на президента Джон Ф. Кенеди, сенаторите Робърт Ф. Кенеди и Тед Кенеди.
Розмари проявява поведенчески проблеми, което довежда до по-малко академични и спортни способности, в сравнение с нейните братя и сестри. Баща ѝ урежда една от първите лоботомии, когато Розмари е само на 23 години. За нещастие, операцията е неуспешна. Тя прекарва остатъка от живота си в институция в Джеферсън, Уисконсин с минимален контакт със семейството си. Състоянието ѝ може да е вдъхновило сестра ѝ, Юнис, да открие Специалните олимпийски игри през 1962.